# Shapov
Александр Шаповалов (род. 28 января 1989, Смоленск, более известный под псевдонимом Shapov) — российский музыкальный продюсер и диджей. Бывший участник электронного проекта Hard Rock Sofa.  Наиболее известными работами являются коллаборации с Axwell — «Belong»,  Armin van Buuren  — «The Last Dancer», «Our Origin», «La Résistance De L’Amour» и Vini Vici & Nervo — «My World».

## Биография

### Hard Rock Sofa
С 16 лет он увлекается музыкой и экспериментирует со звуком. Осенью 2005 года он вместе с диджеем и продюсером Денисом Чепиковым создал музыкальный проект «Hard Rock Sofa». Позже к ним присоединился вокалист Сергей Зуев. За время участия в проекте Александр написал множество треков и ремиксов на таких артистов как David Guetta, Calvin Harris, Alesso, R3hab, Example. Самые популярные треки «Here We Go», «Quasar» (использовались в качестве саундтрека к фильму «Форсаж 6») и «Rasputin» не раз играло легендарное трио Swedish House Mafia. В составе проекта Александр выступал на самых масштабных EDM-фестивалях: Tomorrowland, Ultra Music Festival, Electric Daisy Carnival, Sensation, Electric Zoo, а также был резидентом в клубе XS Encore в Лас-Вегасе.

### Shapov
В 2015 году Александр покидает проект Hard Rock Sofa и начинает свою сольную карьеру под псевдонимом Shapov. В этом же году присоединяется к всемирно известному британскому лейблу Axtone Records, который возглавляет Axwell.
23 февраля 2015 Shapov выпускает мини-альбом «Shapov EP», куда входят треки «Disco Tufli» и «Party People» — совместная работа с Meg & Nerak на лейбле Axtone Records. Радиоведущий Danny Howard поддержал трек «Party People» на «BBC Radio 1» в трехчасовом миксе «Back 2 Back» с David Guetta.
25 апреля 2015 года Shapov презентовал сольный проект в клубе Gold в Смоленске. Артиста приехали поддержать его друзья и коллеги: Swanky Tunes, Hard Rock Sofa, Matisse & Sadko, Meg & Nerak и Skidka.
Затем выходит в свет «Vavilon» — совместная работа с российским продюсером Amersy, а позже — сингл «Runic» на Axtone Records.
5 октября 2015 года выходит второй мини-альбом под названием «Everybody EP». Спустя месяц Shapov выпустил трек «Our World» совместно с американским исполнителем и автором песен Justin Tranter. Данная композиция вошла в юбилейный альбом «Axtone Ten», посвященный десятилетию существования лейбла Axtone Records.
По версии портала Beatport, Shapov стал «прорывом года 2015» в стиле EDM.
2016 год начался с презентации трека «Future Rave», прозвучавшего в гостевом миксе, записанном для шоу «Diplo & Friends» на BBC Radio 1; позже композиция вышла на лейбле Axtone Records. В этом же году выходит одна из наиболее значимых работ в карьере Shapov — коллаборация под названием «Belong» с Axwell, участником трио Swedish House Mafia, на лейблах Axtone Records и Ultra Records.
В 2017 году состоялся релиз третьего мини-альбома «Four Corners» из 4 треков на лейблах Axtone Records и Armada. Первая композиция «Breathing Deeper» была создана совместно с продюсерами Meg & Nerak. Второй трек «Some People» написан при участии российского электронного проекта «Beverly Pills». Третья работа — совместная композиция «More Than Love» с группой Rookies. Сольный трек «Analogue Soul» завершил «Four Corners». Следующим проектом в карьере стал релиз «The Way» вместе с трио Trouze.
В 2018 году Shapov выпускает коллаборацию «The Last Dancer» в стиле прогрессив-хаус и транс с легендарным нидерландским музыкантом Armin van Buuren. Диджеи вместе отыграли трек на главной сцене Ultra Music Festival в Майами. Вскоре последовала новая совместная работа «Our Origin», где Armin van Buuren представил трек в начале своего сета на Tomorrowland. Затем «Our Origin» был использован в качестве саундтрека к aftermovie фестиваля. Оба трека вышли на лейбле Armind.
В 2019 году Shapov и Armin van Buuren выпускают совместный мини-альбом «Trilogy» куда входят уже ранее выпущенные работы «The Last Dancer», «Our Origin» и новый трек под названием «La Résistance De L'Amour». Союз двух артистов принес в мир танцевальной музыки совершенно новое звучание стилей Progressive House и Trance.
В конце 2019 года выходит совместный релиз с Magnificence, который становится официальным треком к промо-ролику презентации нового поколения модели Peugeot 208. Марка Peugeot уверенно вступает в эру «энергетического перехода», предлагая своё видение будущего в коллаборации с «Unboring the Future».
В 2020 году Shapov продолжает экспериментировать и так появляется совместная работа с Vini Vici и Nervo в совершенно новом для него стиле Psy-Trance под названием «My World». В этом же месяце выходит его сольный сингл «Chasing Shadows» на лейбле Armada Music.
Треки Александра Шаповалова звучат в голливудских фильмах: Форсаж 6, Лего Фильм: Бэтмен и сериалах от Netflix: Оборотень, Зыбучие пески, Последние дни американской преступности.
В ночь с 25 по 26 июня 2022 года выступал диджеем на московском празднике выпускников 2022 в парке им. Горького.

## Дискография

### Мини-альбомы
| Название        | Подробности                                                                       | Трек-лист |
| --------------- | --------------------------------------------------------------------------------- | --- |
| Shapov EP       | - Релиз: 23 февраля 2015 года - Лейбл: Axtone - Формат: цифровая загрузка         | 1. Party People (совместно с Meg & Nerak) 2. Disco Tufli                                                                                                  |
| Everybody EP    | - Релиз: 5 октября 2015 года - Лейбл: Axtone - Формат: цифровая загрузка          | 1. Everybody (совместно с Meg & Nerak) 2. Dream About It (совместно с Meg & Nerak)                                                                        |
| Four Corners EP | - Релиз: 10 февраля 2017 года - Лейбл: Axtone, Armada - Формат: цифровая загрузка | 1. Breathing Deeper (совместно с Meg & Nerak) 2. Some People (совместно с Beverly Pills) 3. More Than Love (совместно с Rookies) 4. Analogue Soul         |
| Trilogy EP      | - Релиз: 12 апреля 2019 года - Лейбл: Armada, Armind - Формат: цифровая загрузка  | 1. La Résistance De L’Amour (совместно с Armin van Buuren) 2. The Last Dancer (совместно с Armin van Buuren) 3. Our Origin (совместно с Armin van Buuren) |
| Circles EP      | - Релиз: 27 августа 2021 года - Лейбл: Armada, Armind - Формат: цифровая загрузка | 1. Vetra (совместно с Nerak) 2. Heaven (совместно с Nerak) 3. Illusion (совместно с Nerak)                                                                |

### Синглы и совместные треки
| Год  | Название            | Артист                    | Лейбл          |
| ---- | ------------------- | ------------------------- | -------------- |
| 2015 | Vavilon             | Shapov, Amersy            | Axtone         |
| 2015 | Runic               | Shapov                    | Axtone         |
| 2015 | Our World           | Shapov, Justin Tranter    | Axtone         |
| 2016 | Future Rave         | Shapov                    | Axtone         |
| 2016 | Belong              | Shapov, Axwell            | Axtone, Ultra  |
| 2016 | Beats Do Work       | Shapov                    | Monomark       |
| 2017 | The Way             | Shapov, Trouze            | Axtone         |
| 2018 | Alternate           | Shapov, Sam Bagira        | Axtone         |
| 2018 | The Last Dancer     | Shapov, Armin van Buuren  | Armind         |
| 2018 | Our Origin          | Shapov, Armin van Buuren  | Armind         |
| 2019 | Unboring the Future | Shapov, Magnificence      | Epic247        |
| 2020 | My World            | Shapov, Vini Vici, Nervo  | Alteza         |
| 2020 | Chasing Shadows     | Shapov, Cal               | Armada Music   |
| 2021 | Inside The Rave     | Shapov                    | Armada Music   |
| 2021 | Heaven              | Shapov, Nerak             | Armada, Armind |
| 2021 | Illusion            | Shapov, Nerak             | Armada, Armind |
| 2021 | Light Up The World  | Shapov, Avian Grays, KiFi | Armada Music   |

### Ремиксы
| Год  | Название                                           | Артист                | Лейбл         |
| ---- | -------------------------------------------------- | --------------------- | ------------- |
| 2015 | Paradigm (Shapov Remix)                            | CamelPhat, A*M*E      | Axtone        |
| 2015 | SummerThing! (Shapov vs M.E.G. & N.E.R.A.K. Remix) | Afrojack, Mike Taylor | Def Jam       |
| 2016 | Don’t Threaten Me With A Good Time (Shapov Remix)  | Panic! At the Disco   | Free download |
| 2017 | We Are Stars (Shapov Remix)                        | Callum Beattie        | 3 Beat        |